# Математична статистика
Математична статистика — розділ математики та інформатики, в якому на основі дослідних даних вивчаються імовірнісні закономірності масових явищ. Основними задачами математичної статистики є статистична перевірка гіпотез, оцінка розподілу статистичних імовірностей та його параметрів, вивчення статистичної залежності, визначення основних числових характеристик випадкових вибірок, якими є: вибіркове середнє, вибіркові дисперсії, стандартне відхилення. Прикладом перевірки таких гіпотез є з'ясування питання про те, змінюється чи не змінюється виробничий процес з часом. Прикладом оцінки параметрів є оцінка середнього значення статистичної змінної за дослідними даними. Для вивчення статистичної залежності використовують методи теорії кореляції. Загальні методи математичної статистики є основою теорії похибок.
Математична статистика широко використовує методи теорії ймовірностей для вибудови і перевірки математичних моделей. Її методи розширюють можливості наукового передбачення і раціонального ухвалення рішення багатьох задач, де суттєві параметри не можуть бути з'ясовані чи контрольовані з достатньою точністю.

## Використання
Математична статистика надає математичне обгрунтування для ухвалення рішень в умовах невизначеності, тобто за нестачі інформації. Методи математичної статистики широко застосовують в організації виробництва, радіотехніці, військовій справі, теорії автоматичного керування, біології, економіці, статистичній фізиці, зоряній астрономії тощо. Математичну статистику використовують також при розв'язанні теоретичних і практичних задач кібернетики. Порівняно новим напрямом розвитку математичної статистики є послідовний аналіз та загальна теорія статистичних рішень, яка тісно пов'язана з теорією ігор.